# 西維吉尼亞州州旗

西維吉尼亞州州旗

西維吉尼亞州州旗以白色為底、並有深藍色邊框，中央則是一個含有該州州徽的紋章。其中所繪的石碑上刻有日期1863年6月20日，即西維吉尼亞州加入美國的紀念日，石碑左右的兩人分別代表農業和礦業。下方的紅色緞帶寫有該州格言「山上的居民永遠是自由的」（拉丁語：Montani Semper Liberi，南北戰爭時，原本的維吉尼亞州脫離聯邦，奴隸制相對不盛行的西維吉尼亞最終脫離維吉尼亞州成為美國第35州）。紋章四周則圍繞著西維吉尼亞的州花杜鵑花。此旗幟在1929年3月為西維吉尼亞州議會正式採用。